# Абі-Гамін
Абі Гамін (Abi Gamin або Ibi Gamin) — вершина Гімалаях. Розташована в штаті Уттаракханд в Індії близько до кордону з КНР. Абі Гамін є 76-ю вершиною Землі. Належить до гірського масиву, де розташовані інші важливі вершини: Мукут-Парбат, Камет, Мана та Нанда-Деві.
Перше сходження 22 серпня 1950 р. здійснили швейцарські альпіністи Рене Діттерт (René Dittert), Альфред Тіссієріс (Alfred Tissieres) і Габрієль Шевальє (Gabriel Chevalley).

## Ресурси Інтернету
- Abi Gamin [Архівовано 20 жовтня 2013 у Wayback Machine.]